# Moira (Leicestershire)
Moira è un paese della contea del Leicestershire, in Inghilterra.